# Каменка (Бережковское сельское поселение)
Каменка — деревня в Бережковском сельском поселении Волховского района Ленинградской области.

## История
Деревня Каменка упоминается на карте Санкт-Петербургской губернии Ф. Ф. Шуберта 1834 года.

КАМЕНКА — деревня принадлежит Казённому ведомству, число жителей по ревизии: 43 м. п., 42 ж. п. (1838 год)

Деревня Каменка отмечена на карте Ф. Ф. Шуберта 1844 года.

КАМЕНКА — деревня Ведомства государственного имущества, по просёлочной дороге, число дворов — 24, число душ — 45 м. п. (1856 год)

КАМЕНКА — деревня казённая при реке Сестре, число дворов — 22, число жителей: 50 м. п., 53 ж. п.; Часовен православных две. (1862 год)

В конце XIX века деревня административно относилась к Городищенской волости 2-го стана Новоладожского уезда Санкт-Петербургской губернии, в начале XX века — 1-го стана.
По данным «Памятной книжки Санкт-Петербургской губернии» за 1905 год деревня Каменка входила в Прусынское сельское общество.
С 1917 по 1919 год деревня Каменка входила в состав Прусыно-Горского сельсовета Горобищенской волости Новоладожского уезда.
С 1920 года в составе Гнильско-Каменского сельсовета.
С 1922 года в составе Пролетарской волости.
С 1923 года в составе Прусыно-Горского сельсовета Волховского уезда.
Согласно данным переписи населения СССР 1926 года в деревне Каменка проживали 155 человек — все русские.
С 1927 года в составе Волховского района.
В 1928 году население деревни Каменка составляло 159 человек.
По данным 1933 года деревня Каменка входила в состав Прусыно-Горского сельсовета Волховского района.

План деревни Каменка. 1941 год

Согласно топографической карте РККА 1941 года деревня насчитывала 35 дворов.
В 1953 году население деревни Каменка составляло 65 человек..
По данным 1966, 1973 и 1990 годов деревня Каменка также входила в состав Прусыногорского сельсовета.
В 1997 году в деревне Каменка Бережковской волости проживал 1 человек, в 2002 году — 4 человека (все русские).
В 2007 году в деревне Каменка Бережковского СП — 1 человек.

## География
Деревня расположена в южной части района к востоку от автодороги 41К-022 (Кириши — Городище — Волхов).
Расстояние до административного центра поселения — 14 км.
Расстояние до ближайшей железнодорожной станции Теребочево — 8,5 км.
Деревня находится на левом берегу реки Сестра в месте впадения в неё Каменского ручья. К западу от деревни протекает Заовражский ручей.

## Демография
| 1838 | 1862 | 1997 | 2002 | 2007 | 2010 | 2017 |
| ---- | ---- | ---- | ---- | ---- | ---- | ---- |
| 85   | ↗103 | ↘1   | ↗4   | ↘1   | ↘0   | ↗5   |

### Национальный состав
Согласно данным Всероссийской переписи населения 2021 года в деревне проживали 2 человека, все русские.